# Sinagoga din Bălți
Sinagoga din Bălți este un lăcaș de cult evreiesc din orașul Bălți, care în trecut a aparținut adepților hasidismului.
Clădirea cu un etaj acoperă o suprafață de aproximativ 120 de metri pătrați. A fost construită în a doua jumătate a secolului XX-lea. În anul 2020 a avut loc renovarea edficiului.